# یادگیری رباتی
یادگیری رباتی (انگلیسی: Robot learning)
یک زمینه تحقیقاتی است که در تقاطع یادگیری ماشین و رباتیک قرار دارد. این حوزه به مطالعه تکنیک‌هایی می‌پردازد که به یک ربات اجازه می‌دهد مهارت‌های جدیدی کسب کند یا از طریق الگوریتم‌های یادگیری، خود را با محیط اطرافش تطبیق دهد. تجسم ربات، واقع در یک محیط فیزیکی، در عین حال با دشواری‌های خاصی (مانند ابعاد بالا، محدودیت‌های بلادرنگ برای جمع‌آوری داده‌ها و یادگیری) و فرصت‌هایی برای هدایت فرآیند یادگیری (مانند هم‌افزایی حسی-حرکتی، الگوهای حرکتی) همراه است.
نمونه‌ای از مهارت‌هایی که توسط الگوریتم‌های یادگیری مورد هدف قرار می‌گیرند، عبارتند از: مهارت‌های حسی-حرکتی مانند حرکت، گرفتن اشیا، دسته‌بندی اشیاء به طور فعال، و همچنین مهارت‌های تعاملی مانند دستکاری مشترک یک شی با همتای انسانی، و مهارت‌های زبانی مانند درک مفهوم زمینه‌ای و موقعیتی زبان انسان. یادگیری می‌تواند یا از طریق خودکاوی مستقل یا از طریق راهنمایی یک معلم انسانی، مانند یادگیری رباتی از طریق تقلید، اتفاق بیفتد.
یادگیری رباتی می‌تواند ارتباط نزدیکی با کنترل تطبیقی، یادگیری تقویتی و همچنین رباتیک تکاملی داشته باشد؛ که به مسئله کسب مستقل مهارت‌های مختلف در طول عمر می‌پردازد. در حالی که یادگیری ماشین غالباً توسط الگوریتم‌های بینایی رایانه‌ای که در زمینه رباتیک به کار می‌روند، استفاده می‌شود، این کاربردها معمولاً به عنوان "یادگیری رباتی" شناخته نمی‌شوند.

## یادگیری تقلیدی
گروه‌های تحقیقاتی متعددی در حال توسعه تکنیک‌هایی هستند که در آن‌ها ربات‌ها از طریق تقلید یاد می‌گیرند. این شامل تکنیک‌های مختلفی برای یادگیری از طریق نمایش (که گاهی اوقات به عنوان "برنامه‌نویسی از طریق نمایش" نیز شناخته می‌شود) و یادگیری مشاهده‌ای می‌شود.

## اشتراک گذاری مهارت‌ها و دانش‌های آموخته شده
در "چالش میلیون شیء" شرکت تلکس، هدف این است که ربات‌ها یاد بگیرند که آیتم‌های ساده را شناسایی و مدیریت کنند و داده‌های خود را در فضای ابری آپلود کنند تا به ربات‌های دیگر اجازه تجزیه و تحلیل و استفاده از اطلاعات را بدهند.
RoboBrain یک موتور دانش برای ربات‌ها است که هر دستگاهی که مایل به انجام کاری باشد، می‌تواند آزادانه به آن دسترسی داشته باشد. این پایگاه داده با جستجو در اینترنت، تفسیر متن زبان طبیعی، تصاویر و ویدئوها، تشخیص اشیا و همچنین تعامل، اطلاعات جدیدی در مورد وظایفی که روبات‌ها انجام می‌دهند، جمع آوری می‌کند. این پروژه توسط آشوتوش ساکسنا در دانشگاه استنفورد رهبری می‌شود.
پروژه RoboEarth که به عنوان "وب جهان‌گستر برای روبات‌ها" توصیف شده است، یک شبکه و مخزن پایگاه داده است که در آن ربات‌ها می‌توانند اطلاعات را به اشتراک بگذارند و از یکدیگر یاد بگیرند و همچنین یک ابر برای برون‌سپاری کارهای محاسباتی سنگین است. این پروژه، محققان پنج دانشگاه بزرگ آلمان، هلند و اسپانیا را گرد هم آورده و توسط اتحادیه اروپا حمایت می‌شود.
Google Research، دیپ‌مایند و گوگل ایکس تصمیم گرفته‌اند که تجربیات روبات‌های خود را به اشتراک بگذارند.